# SS 아크틱호

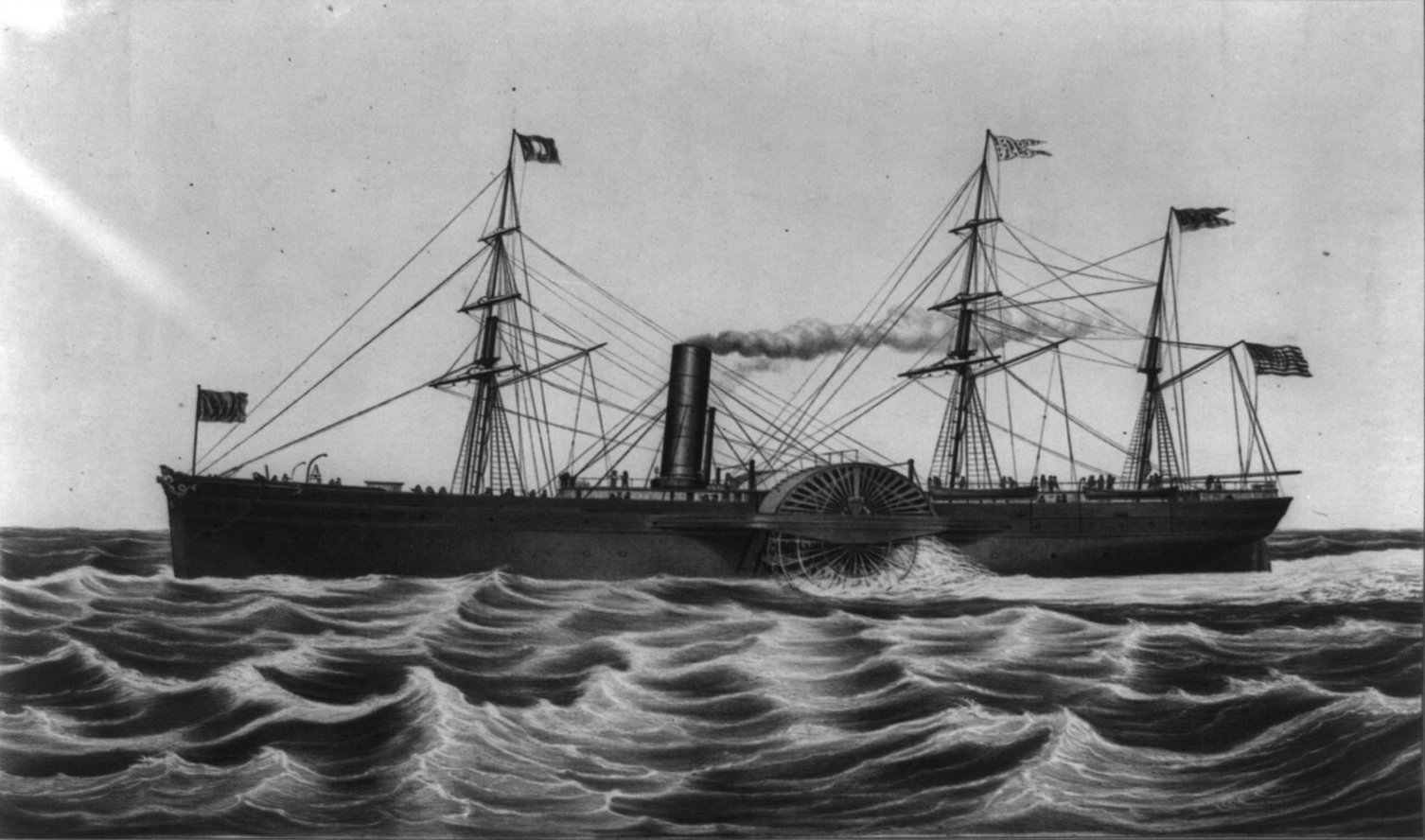
1850년에 진수된 후, SS 아크틱

1854년 9월 27일, 뉴펀들랜드 해안에서 80km 떨어진 곳에서, 훨씬 작은 프랑스 선박인 SS 베스타와 충돌한 후, 미국의 노 젓는 기선인 SS 아크틱호가 침몰했다. 승객과 승무원 목록에 따르면 400명 이상이 탑승한 것으로 보이며, 이 중 88명만이 생존했으며, 대부분은 승무원이었다. 배에 타고 있던 모든 여자와 아이들이 죽었다.
북극은 1850년 이래로 대서양 횡단 정기 여객 및 우편물 운송 서비스를 운영했던 네 척의 콜린스 기선 중 가장 크고 유명했다. 충돌 후, 선장 제임스 루스는 베스타호를 돕기 위해 처음으로 시도했고, 베스타호는 침몰의 위험이 임박했다고 생각했다. 그는 자신의 배가 심각하게 수면 아래에 구멍이 난 것을 발견했을 때, 안전한 곳에 도달하기를 바라며 그녀를 가장 가까운 육지로 향하게 하기로 결정했다. 그의 계획은 실패했다; 배가 육지에서 아직 상당한 거리에 있을 때 엔진이 멈췄다. 북극의 구명정 용량은 탑승자의 절반도 채 되지 않았고, 루스가 이것들을 발사하라고 명령했을 때, 질서와 규율의 붕괴는 보트의 대부분의 자리가 선원들이나 더 건강한 남성 승객들에 의해 차지되었다는 것을 의미했다. 나머지 사람들은 임시 뗏목을 만들기 위해 애썼지만, 대부분은 배를 떠날 수 없었고 충돌 후 4시간 후에 그녀가 가라앉았을 때 그녀와 함께 내려갔다. 처음에는 치명적인 피해를 입은 것으로 보였던 베스타는 물이 새지 않는 격벽에 의해 떠내려가 세인트루이스의 항구로 기어 들어가는 데 성공했다.
북극을 떠난 구명정 6척 중 2척은 무사히 뉴펀들랜드 해안에 도착했고, 또 다른 1척은 지나가는 기선에 의해 구조되었는데, 이는 또한 급조된 뗏목으로부터 생존자 몇 명을 구조하기도 했다. 구조된 사람들 중에는 루체도 있었는데, 루체는 처음에 배와 함께 침몰한 후 수면을 되찾았다. 나머지 3척의 구명정은 흔적도 없이 사라졌다. 당시의 제한된 전신 시설은 북극의 손실 소식이 침몰 2주 후에야 뉴욕에 도착했다는 것을 의미했다. 배를 잃은 것에 대한 대중의 슬픔은 곧 선원들의 비겁함에 대한 분노로 바뀌었다. 재난에 대한 전면적인 조사를 요구하는 언론의 요구에도 불구하고, 아무도 일어나지 않았고, 아무도 법적인 책임을 지지 않았다. 여객선에 대한 추가적인 안전 조치의 도입에 대한 요구도 마찬가지로 회피되었다. 루체는 일반적으로 대중의 비난으로부터 무죄를 선고받았지만, 바다에서 은퇴한 선원들 중 일부는 미국으로 돌아가지 않기로 선택했다. 콜린스 선은 더 이상의 해상 손실과 지불 불능이 1858년에 폐쇄될 때까지 대서양 횡단 서비스를 계속했다.

## 같이 보기
- 여자와 아이들 먼저